# Алдан (аеропорт)
Аеропорт «Алдан» — цивільний аеропорт в Росії розташованний за 1 км на схід від Алдана. Хоча аеропорт є важливою частиною транспортної мережі сходу Росії, він залишається вельми маленьким аеропортом.
Літаки, що приймаються: Ан-2, Ан-24, Ан-26, Л-410, Як-40, та всі види гелікоптерів.

## Авіакомпанії та напрямки
| Авіакомпанія   | Пункт призначення |
| -------------- | ----------------- |
| Polar Airlines | Якутськ           |